# Spațiu afin

Segmente într-un spațiu afin bidimensional

În geometria afină, un spațiu afin este o structură geometrică ce generalizează anumite proprietăți ale dreptelor paralele din spațiul euclidian.

## Descriere
Considerând un corp comutativ K, elementele sale vor fi notate de obicei cu primele litere ale alfabetului latin: a, b, c etc.
Definiție: Fie  o mulțime  amorfă A, nevidă, cu elemente  numite puncte, iar V un spațiu vectorial peste corpul comutativ K. Dacă aplicația φ : A x A → V are următoarele  proprietăți: 
- φ(A,B) + φ(B,C) = φ(A,C)
- există un punct O din A, astfel încât φO este o bijecție

atunci tripletul (A, V, φ) se va numi spațiu afin, iar φ se va numi structură afină.
Exemplu: Planul și spațiul geometric euclidian sunt spații afine peste spațiile vectoriale ale vectorilor liberi asociați.
Teoremă: Fie următorul triplet (A, V, φ. Dacă (A, V, φ) este un spațiu afin, atunci oricare ar fi B o submulțime din A, aplicația φB: A →V este o bijecție.
Corolar 1: Pentru oricare ar fi B o submulțime din A si x din V, există un unic punct C astfel încât vectorul BC=x
Corolar 2: Oricare ar fi B din A există o structură de spațiu vectorial pe A cu punctul B nul. A este izomorf cu V prin  φB înzestrat cu această structură.